# تجاوز جنسی در آلمان

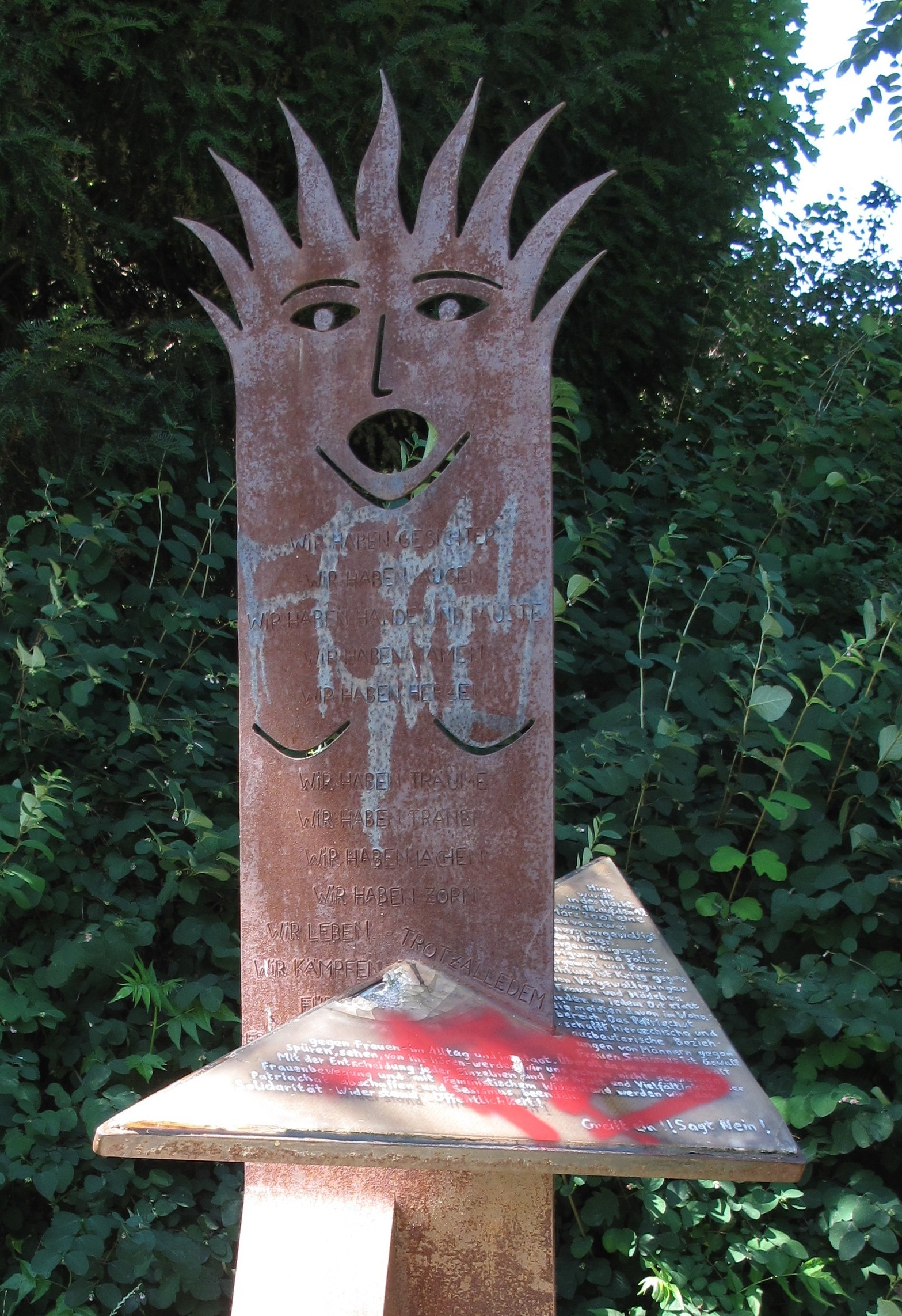
Wir haben Gesichter, in English "we have faces", a monument in Viktoriapark, Kreuzberg, at the site where a woman was raped in March 2002

تجاوز در آلمان در بند ۱۷۷ قانون کیفری آلمان مشخص شده‌است. تعریف تجاوز جنسی با گذشت زمان از فرمول اصلی آن در قانون مجازات وضع شده در سال ۱۸۷۱، به عنوان مقاربت خارج از ازدواج با زنی یا تهدید تغییر کرده‌است. در سال ۱۹۹۷ قوانینی برای جنایت در تجاوز زناشویی، گنجاندن زبان بی‌طرف جنسی و اصلاح تأثیر اجبار روانشناختی اصلاح شدند. در سال ۲۰۱۶ قوانین آلمان بازنویسی شد تا شرط قبلی را مبنی بر اینکه یک قربانی از نظر جسمی در مقابل متجاوزان خود مقاومت کند و با زور غلبه کرد، بازنویسی کنید. قانون جدید هر نشانه جسمی یا کلامی را به رسمیت می‌شناسد که یک طرف از تماس جنسی رضایت نمی‌دهد. تبعید را نیز اجباری کردمهاجران محکوم به تجاوز جنسی، تعقیب و تجاوز جنسی را که توسط گروه‌ها انجام می‌شود، آسانتر می‌کردند و انواع دیگر تماس جنسی ناخواسته، مانند گوروپینگ یا دوست داشتنی را مجازات می‌کردند. این تغییرات به دنبال یک سری پرونده‌های پرمخاطره بود که به دلیل عدم کفایت قانون خشم مردم را برانگیخت.
شیوع تجاوز جنسی در آلمان نسبتاً پایدار بوده‌است و از ۷٫۵۷ در سال ۱۹۹۵ به ۹ نفر در هر ۱۰۰۰۰۰ نفر در سال ۲۰۰۹ رسیده‌است. بیشترین قربانیان زن و بین ۲۱ تا ۴۰ سال هستند. تقریباً همه مجرمان مرد هستند و تقریباً نیمی از آنها متاهل هستند. نرخ محکومیت کاهش یافته‌است، که از ۲۰ درصد در دهه ۱۹۸۰ به ۸ درصد در سال ۲۰۱۶، قبل از اصلاحات اساسی قانون رسیده‌است.
آلمان در جنگ جهانی اقدام به تجاوز به نیروهای متفقین، که مهمترین آنها ارتش شوروی کرده است. تخمین زده می‌شد تعداد قربانیان از ده‌ها هزار نفر تا به حدود دو میلیون نفر در آن زمان رسیده‌است.